# Mesoclemmys gibba
Mesoclemmys gibba es una especie de tortuga pleurodira de la familia Chelidae.

## Distribución geográfica
Se encuentra en el centro y noreste de Perú, este de Ecuador, sureste de Colombia, suroeste y noreste de Venezuela (Sierra Nevada de Mérida), la isla Trinidad, Guyana, Surinam y Brasil (Roraima y Mato Grosso).